# Langues en Nouvelle-Calédonie

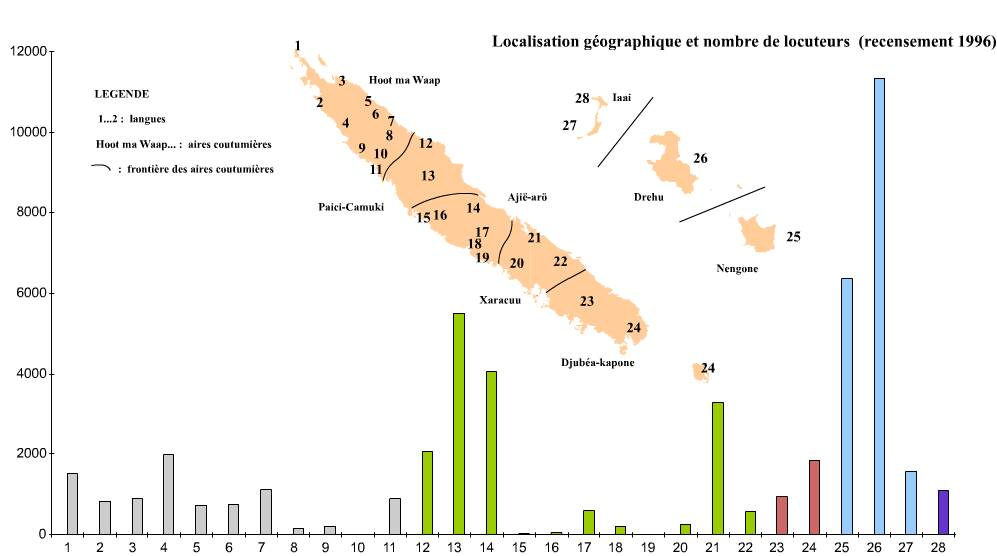
Carte des langues kanak

La langue officielle de la Nouvelle-Calédonie est le français.
Les habitants se déclarant de la communauté d'appartenance européenne, et qui représentent 27 % de la population totale du territoire en 2014, parlent comme langue maternelle une nuance de français différente de celle des Français venant de Métropole et installés temporairement en Nouvelle-Calédonie, appelé le français de Nouvelle-Calédonie. Ce parler néo-calédonien est avant tout un accent et des expressions particulières et sous-tend toute une culture « caldoche » qui a tendance à se perdre surtout à Nouméa. En brousse, il est encore bien marqué.
Quant aux ethnies mélanésiennes du territoire, les Kanaks (39 % en 2014), elles sont réparties entre plusieurs langues vernaculaires maternelles autochtones selon la région, mais elles utilisent le français de Nouvelle-Calédonie et de la Métropole comme langue véhiculaire entre elles, et pour communiquer avec les Calédoniens « blancs » et autres ethnies vivant sur l'archipel. 
Les jeunes mélanésiens utilisent de plus en plus fréquemment le français comme langue d'usage quotidienne au détriment des langues ancestrales, qui se perdent peu à peu.
L'utilisation du français de Nouvelle-Calédonie dans les populations blanches, métis, mélanésiennes et autres est assez proche de celle de l'emploi de l'anglais en Australie et en Nouvelle-Zélande chez les habitants blancs ou aborigènes ou maori de ces pays proches (le français de Nouvelle-Calédonie est à la langue française ce que l'anglais australien et l'anglais néo-zélandais et autres territoires océaniens appartenant au Commonwealth est à la langue anglaise).
Par exemple, tout comme l'Australie, la Nouvelle-Calédonie a connu un peuplement de bagnards, de déportés et de fonctionnaires civils et militaires de la Métropole et d'Afrique du Nord au XIXe siècle : l'influence de ce peuplement se retrouve dans la langue d'aujourd'hui, dans plusieurs mots et expressions, et autres emprunts (même type d'influence lexicale pour l'anglais australien).
Outre cet exemple historique, les spécificités lexicales du français de Nouvelle-Calédonie peuvent être des mots étrangers ou bien des mots français mais qui sont très peu utilisés par les métropolitains ou d'une autre façon (exemple : « vieille » désigne « femme »). En réalité, de nombreuses expressions de ce parler ne sont pas spécifiques à la Nouvelle-Calédonie, mais y trouve un usage prépondérant dans certaines situations.
Il y a aussi des mots provenant de langues mélanésiennes, dont le plus connu est yossi du drehu, la langue de Lifou.
Le fait qu'une partie des colons installés au XIXe siècle aient été d'origines anglo-saxonnes (notamment ayant transité par l'Australie, comme l'atteste la présence de familles aux patronymes d'origines britanniques comme les Martin, à prononcer « Martine », ou les Daly, qui se prononce « Délé »), ou encore la présence des Américains, lors de la Seconde Guerre mondiale (mars 1942-septembre 1945), ont apporté quelques accents et mots anglais (exemples : « bus » se prononce « beusse » ; « coaltar » pour « bitume » ; ta-ta ou tata qui est un mot enfantin anglais pour dire au revoir apparu en Angleterre en 1837.
Enfin, le parler calédonien a aussi intégré des expressions et façons de parler venus d'autres langues de la région Asie-Pacifique, notamment du tahitien (comme nana pour dire « au revoir » ou réré qui désigne un homosexuel d'origine tahitienne).

## Langue française
En 2009, 180 809 habitants de plus de 10 ans étaient capables au moins de parler le français, soit la quasi-totalité de la population (98,9 %, dont 99,8 % des métis et des Tahitiens, 99,5 % des Européens et de ceux s'étant déclarés « autres », 99,4 % des Kanaks, 98,9 % des Ni-Vanuatu, 98,7 % des Indonésiens, 98,4 % des « non déclarés », 97,9 % des Wallisiens et Futuniens et des Vietnamiens et seulement 58 % des autres asiatiques). Parmi eux, 177 945 savaient le lire et l'écrire (98,4 % des francophones et 97,3 % de la population totale de plus de 10 ans, dont 99,1 % des Européens, 98,9 % des métis, 98,7 % des « autres », 98,1 % des Kanaks, 97,7 % des Tahitiens, 95,5 % des « non déclarés », 92,9 % des Wallisiens et Futuniens, 92,1 % des Indonésiens, 91,5 % des Vietnamiens, 88,8 % des Ni-Vanuatu et 53,4 % des autres asiatiques), 1 160 seulement le lire (0,6 % des francophones et de la population totale).
La langue française en tant que langue maternelle est en progression sur le territoire, au détriment des autres langues, notamment dans le cadre familial : ainsi, en l'an 2000, 70 % des élèves déclarent ne plus parler leur langue.

## Langues autochtones
Il existe vingt-huit langues autochtones, dites langues kanak (qui sont des langues austronésiennes) dont quatre disposent d'un enseignement optionnel dans le secondaire, sont disponibles au baccalauréat et sont enseignées à l'université de la Nouvelle-Calédonie : deux sur la Grande Terre (le paicî, dans la région de Poindimié et de Koné-Pouembout, et l'ajië, dans la région de Houaïlou), et deux dans les îles Loyauté (le nengone, dans l'île de Maré, et le drehu, dans l'île de Lifou). En 2013, quatre autres sont aussi présentes en option dans certains collèges : le xârâcùù de la région de Canala et Thio sur la côte Est de la Grande Terre (dans deux collèges privés à Thio et Houaïlou et deux collèges publics à Canala et La Foa), l'iaai d'Ouvéa (dans les deux collèges de l'île, dont un privé et un public), le drubéa (originairement parlé dans le Grand Nouméa et à Yaté, enseigné au collège public de Yaté) et le fwâi de Hienghène (au collège public de cette commune). Il y avait en 2013 2 741 collégiens et 406 lycéens suivant un enseignement en langues kanak, contre respectivement 2 359 et 655 en 2005.
La défense, la promotion et les évolutions de ces langues kanak sont gérées par une Académie des langues kanak, créée en 2007 pour appliquer une des dispositions de l'accord de Nouméa. En 2014, 68 345 personnes de 14 ans ou plus (70 428 en 2009) ont déclaré parler ou comprendre au moins une langue kanak, les plus parlées étant le drehu (15 949), le nengone (8 940), le paicî (6 866), le xârâcùù (5 287), l'ajië (5 019) et l'iaai (3 821). Les moins parlées étaient le sîchë (20 personnes, à Bourail et Moindou), le pwapwâ de Voh (79), le neku (86, à Bourail et Moindou), l'arhâ de Poya (135) et le pije de Hienghène (160). Il existe également un créole à base lexicale française, le tayo, uniquement parlé dans la tribu de Saint-Louis au Mont-Dore par quelque 1 033 locuteurs.

## Langues d'immigration
Les autres langues parlées par les communautés vivant dans l'archipel sont le wallisien, le futunien, le tahitien, le vietnamien, le javanais et le bichelamar (Ni-Vanuatu), et dans une moindre mesure le mandarin, le cantonais, le japonais et l'anglais.